# Quimbaya

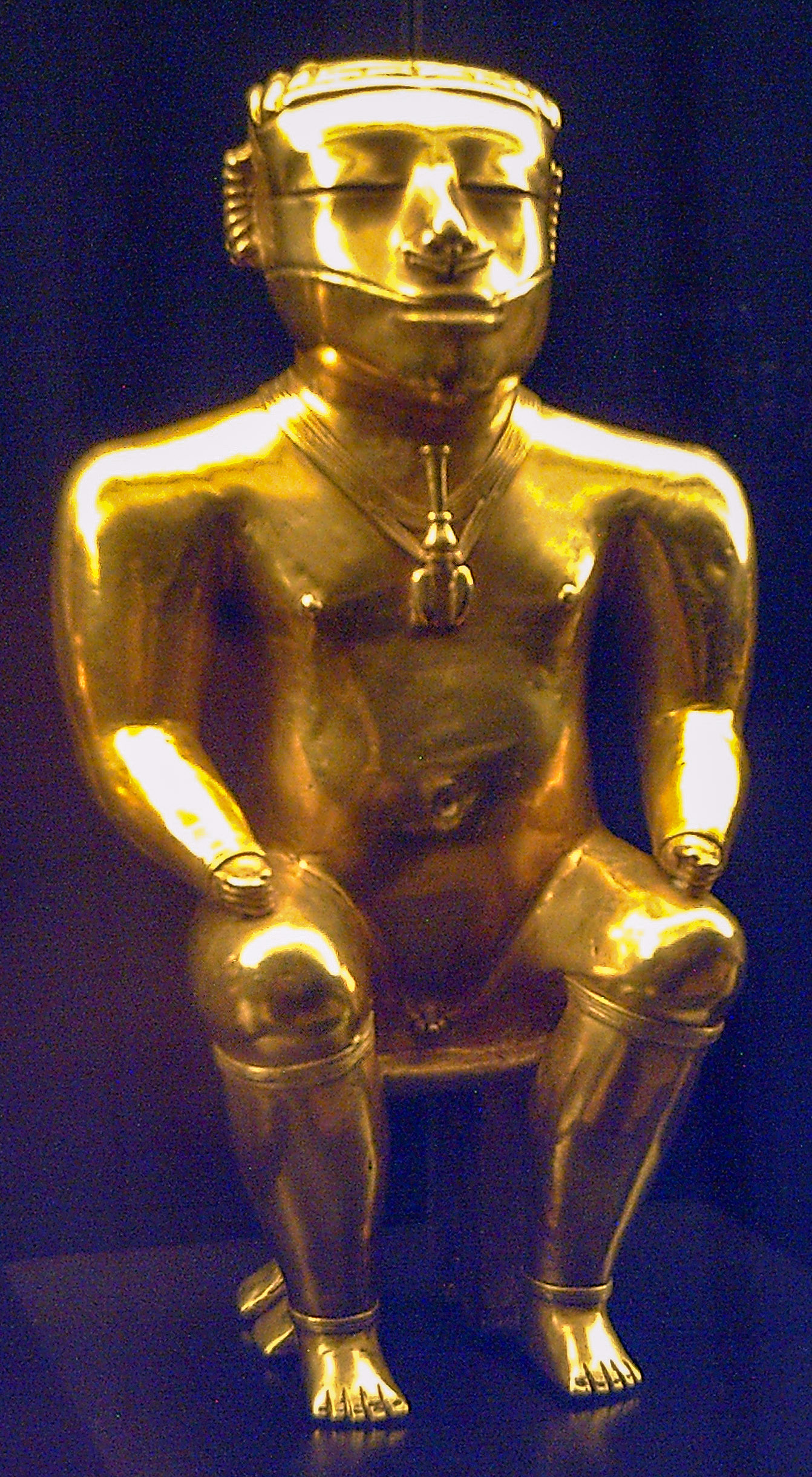
Estatueta Cacique Quimbaya, em ouro (Museu de América, Madri).

Os quimbaya foram uma etnia e cultura indígena colombiana famosa por sua produção de peças de ouro de alta qualidade e beleza. Até 1530 estavam organizados  na chamada federação quimbayá, centrada ao redor da cidade de Chinchiná, esta federação opôs uma férrea resistência armada aos espanhóis, depois da derrota continuou existindo ainda que desapareceram como grupo por volta de 1700.

## Território

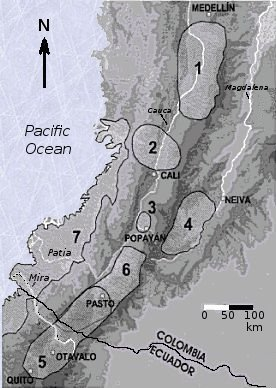
Culturas precolombinas do sudoeste colombiano. A cultura Quimbaya é a número 1.

Quando chegaram os espanhóis, a cultura quimbaya estava localizada, como ainda hoje seus resquícios, ao interior e ao redor do que hoje se conhece em Colômbia como o Eixo Cafetero, nos departamentos de Caldas (sul: Chinchiná, Palestiniana, Villamaría, Manizales),  Risaralda  (sul: Pereira, Marselha, Santa Rosa) e Quindío (norte: Armenia, Quimbaya, Montenegro, A Tebaida, Salento, Circasia) nos municípios de Cartago e Obando, ao norte do Vale do Cauca.
Os mais antigos ocupantes da região Quimbaya desapareceram em torno do século X e conhece-se muito pouco sobre eles. A ouriversaria finamente desenvolvida que se encontrou dos quimbayas indica que desde uma época muito antiga possuíram um alto desenvolvimento cultural.

## Economia

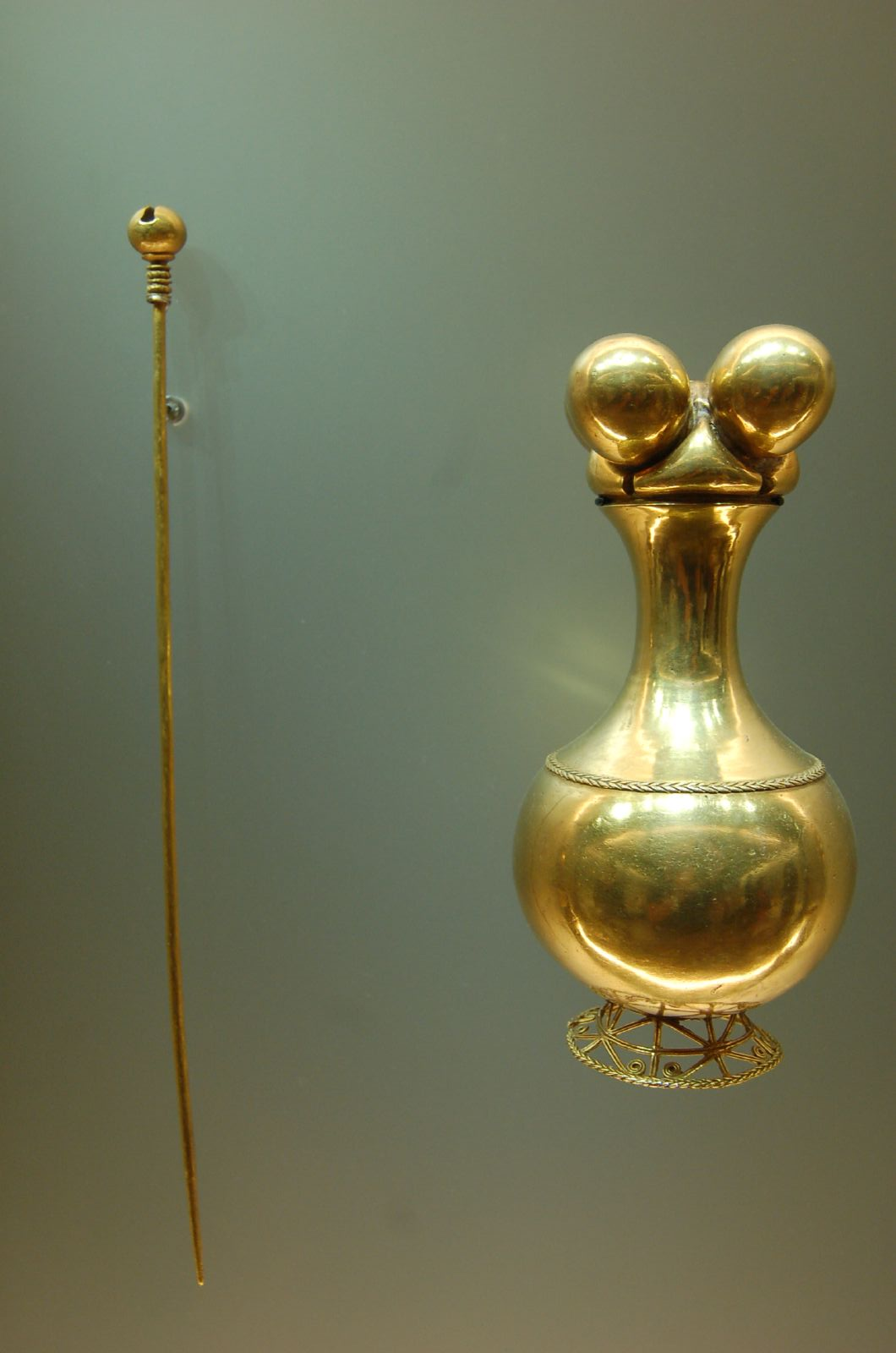
Poporo quimbaya, Museu do Ouro, Bogotá.

Vivendo no clima tropical temperado da região do atual eixo cafeteiro puderam cultivar uma grande variedade de produtos: milho e mandioca, como base alimentar, abacates, goiaba . Nutriam-se também da pesca e caça, e eram excelentes agricultores, com o que a terra lhes dava.
Eram também ótimos caçadores. A caça proporcionava-lhes carne de coelho e de veado em abundância, mas também, que se saiba, caçaram antas, tatus, gambás e pacas, entre outros animais cujos vestígios têm sido achados.
A mineração era fundamentalmente aurífera. Desenvolveram técnicas de metalurgia avançadas para processar o ouro de um modo estético e com finos acabamentos. As abundantes peças quimbayas que se encontraram são motivo de admiração para os visitantes de inúmeros museus colombianos e estrangeiros; o nome «quimbaya» converteu-se num termo tradicional genérico para referir-se a muitas das produções e objetos encontrados nesta zona geográfica, assim não provem rigorosamente da mesma etnia e mesmo de diferentes épocas no tempo. 
«Quimbaya» é um termo já mundial e historicamente famoso nos círculos arqueológicos e inclusive a nível popular.

## Cultura e costumes
- Discute-se se os quimbayas praticavam a antropofagia ritual com seus inimigos de guerra, em festividades ou celebrações muito especiais. Este canibalismo tinha significados simbólicos relacionados com a derrota e vingança de seus inimigos ou com a apropriação do espírito da pessoa. No entanto, no caso dos quimbayas, as crónicas que se referem o canibalismo se baseiam em apenas um  depoimento sobre dois supostos casos.[2] Exibiam cabeças humanas como troféus penduradas na praça. Durante a conquista intensificaram esta prática para infundir temor nos conquistadores.

## Conquista
A conquista espanhola do território quimbaya começou em 1539 e submeteu aos indígenas ao serviço dos encomenderos.
Em 1542 produziu-se a primeira rebelião quimbaya e em 1577 a segunda, que chegou a adquirir maiores dimensões. Derrotadas estas se produziu uma continuada diminuição da população quimbaya, de maneira que para 1559 já tinha desaparecido pelo menos o 55% dos cacicazgos. Os trabalhos forçados, a desnutrição, as doenças e finalmente a guerra dos pijaos contra os espanhóis, da que foram vítimas, terminaram de dizimá-los, de maneira que o último censo dos quimbayas, em 1628, registou mal 69 tributários, numa zona onde em 1539 se registaram 20 mil.